# Hyper 3-D Pinball
Hyper 3-D Pinball (Japans: ハイパー3Dピンボール; Europese titel Tilt!) is een computerspel dat werd ontwikkeld door NMS Software en uitgegeven door Virgin Interactive Entertainment. Het spel kwam in 1995 uit voor DOS. Later kwam het ook uit voor Sega Saturn en Sony PlayStation.
Het spel is een flipperspel met zes verschillende thema's, te weten: 
- Sciencefiction (Star Quest)
- Horror (Monster)
- Autorace (Road King)
- Onderwaterwereld (Gangster)
- Fantasy (Myst & Majik)
- Fair (Funfair)

## Platforms
| Jaar | Platform    |
| ---- | ----------- |
| 1995 | DOS         |
| 1996 | Sega Saturn |
| 1997 | PlayStation |

## Ontvangst
| Beoordeeld door             | Platform    | Datum           | Score |
| --------------------------- | ----------- | --------------- | ----- |
| Computer Gaming World (CGW) | DOS         | mei 1996        | 100%  |
| PC Games (Duitsland)        | DOS         | februari 1996   | 91%   |
| PC Player (Brazil)          | DOS         | mei 1996        | 90%   |
| PC Joker                    | DOS         | december 1995   | 81%   |
| Mega Fun                    | Sega Saturn | oktober 1996    | 78%   |
| PC Player (Duitsland)       | DOS         | januari 1996    | 77%   |
| Power Play                  | DOS         | december 1995   | 73%   |
| Absolute Playstation        | PlayStation | maart 1997      | 70%   |
| GameSpot                    | Sega Saturn | 1 december 1996 | 59%   |
| High Score                  | DOS         | april 1996      | 40%   |